# Hanswursts Hochzeit
Hanswursts Hochzeit ist eine aus der grobianischen Tradition 1775 verfasste, aber nie beendete fragmentarische Farce von Johann Wolfgang von Goethe, deren kompletter Titel lautet: Hanswursts Hochzeit oder der Lauf der Welt – Ein mikrokosmisches Drama. Durch seine trivialen und groben Witze ist der Text im Rahmen der Tradition des Fastnachtsspiels zu sehen, welche von der Triebsphäre anhand fäkaler und derber Anspielungen beherrscht wird. Das Stück besteht aus einem von Kilian Brustfleck geführten Einleitungsmonolog, einem Dialog zwischen Kilian Brustfleck und Hanswurst, einer Endlosaufzählung von Namen, fortgesetzt von einer Liste der Dramatis personae von Hans Wurstens Hochzeit und der Figuranten.

## Entstehung
Die Zeit der Entstehung von Hanswursts Hochzeit wird auf das erste Halbjahr des Jahres 1775 geschätzt, was unter anderem mit Parallelen des Inhalts zur Situation des Autors begründet wird. Im Frühjahr dieses Jahres hatte sich Goethe mit Lili Schönemann verlobt, deren Familie zur Gesellschaft der „Neureich-Vornehmen“ gehörte, in der Goethe immer bekannter wurde. Die kritische Reflexion seiner neuen Rolle ist in Hanswursts Hochzeit ebenso zu sehen, wie in einem Brief an Auguste Gräfin zu Stolberg aus dieser Zeit, in welchem er sich als der „gegenwärtigen Fastnachs Goethe“ bezeichnet.
Goethes ironische Befassung mit seinem eigenen Werk wird ebenso deutlich an den Parallelen zwischen den ersten Versen des Kilian Brustfleck in Hanswursts Hochzeit und dem weltberühmten Eingangsmonolog „Habe nun, ach!“ des Faust. Aufgrund seines seinerzeit undenkbaren Inhaltes erschien das Stück erst 1836 in den Nachgelassenen Werken.

## Inhalt
Das Stück beginnt mit dem Monolog von Kilian Brustfleck, der von seinen aussichtslosen Versuchen erzählt, Hanswurst die passenden gesellschaftlichen Verhaltensweisen zu lehren, was Michail Bachtin den „Leibeskanon der Kunst-Literatur und wohlanständigen Rede der Neuzeit“ nennt.
Hanswurst beabsichtigt sich mit Ursel Blandine zu vermählen aus dem einzigen Grund, auf einfache und legitime Art und Weise möglichst häufig Geschlechtsverkehr haben zu können. Sein Vormund Kilian Brustfleck (in Goethes Text mit K.B. abgekürzt, während H.W. für Hans Wurst steht), der „als Mentor und Erzieher von Hanswurst […] der Anwalt der gesellschaftlichen Etikette“ ist, will ihn dagegen von den höheren Werten der Eheschließung überzeugen und vor allem dazu überreden, ein größeres Fest aus diesem Anlass zu veranstalten, was Hanswurst ablehnt, da ihm daran nichts liegt.
Zitat:
K.B.
Ich sag euch was die deutsche Welt
An grosen Nahmen nur enthält
Kommt alles heut in eur Haus
Formiert den schönsten Hochzeit schmaus
H.W.
Ich mögt wohl meine Pritsche schmieren
Und sie zur Thür hinaus formiren
Indessen was hab ich mit den Flegeln
Sie mögen fressen und ich will vögeln
Die Farce besitzt keine Handlung und besteht weniger aus Rede und Gegenrede als vielmehr aus einer Aufzählung von Schimpfnamen und zotigen Bemerkungen, für deren Auflistung vor allem das Personenverzeichnis des „Stückes“, ganz klassisch als Dramatis personae von Hans Wurstens Hochzeit bezeichnet, dient. Die Namensgebung entspricht der derben Tradition der Hanswurst-Figur, da „25 Namen […] dem Anal- und Fäkal[bereich]“ entstammen, und „27 dem Genitalbereich“
Zitat:
Hanswurst, Bräutigam
Ursel Blandine, Braut
Ursel mit dem kalten Loch, Tante
Kilian Brustfleck
Hans Arsch von Rippach
Matz Fotz von Dresden
Reck-Aerschgen und Schnuck-Fötzgen, Nichten
Hans Urian. Kuppler
(…)
Figuranten:
Peter Sauschwanz
Scheißmatz
Lauszippel
Grindschniepel
Rotzlöffel, Page
(…)

## Goethe über Hanswursts Hochzeit
„Ich hatte nach Anleitung eines ältern deutschen Puppen- und Buddenspiels ein tolles Fratzenwesen ersonnen, welches den Titel Hanswursts Hochzeit führen sollte. Das Schema war folgendes: Hanswurst, ein reicher elternloser Bauerssohn, welcher soeben mündig geworden, will ein reiches Mädchen, namens Ursel Blandine, heiraten. Sein Vormund, Kilian Brustfleck, und ihre Mutter Ursel etc. sind es höchlich zufrieden. Ihr vieljähriger Plan, ihre höchsten Wünsche werden dadurch endlich erreicht und erfüllt. Hier findet sich nicht das mindeste Hindernis, und das Ganze beruht eigentlich nur darauf, daß das Verlangen der jungen Leute, sich zu besitzen, durch die Anstalten der Hochzeit und dabei vorwaltenden unerläßlichen Umständlichkeiten hingehalten wird“.
„Dagegen waren die Fragmente des Ewigen Juden und Hanswursts Hochzeit nicht mitzuteilen. Letzteres erschien darum heiter genug, weil die sämtlichen deutschen Schimpfnamen in ihren Charakteren persönlich auftraten.“

## Rezeption
„Mit Recht ist öfter […] auf die Nähe dieses Stücks zu Prometheus und Urfaust hingewiesen worden. Der Opposition gegen die Götter entspricht hier die gegen eine scheinbar vornehme Gesellschaft.“

## Ausgabe
- Sämtliche Werke nach Epochen seines Schaffens, "Der junge Goethe 1757–1775", Hrsg. Gerhard Sauder, Münchener Ausgabe, Bd. 2, 1987, S. 944.